# Sahil Nayyar
Sahil Nayyar (Hindi साहिल नैय्यर; * 29. September 1993 in Indien) ist ein indisch-kanadischer Snookerspieler aus Toronto. 2024 gewann er die panamerikanische Meisterschaft und qualifizierte sich dadurch für die World Snooker Tour.

## Karriere
Aufgewachsen ist Sahil Nayyar in Ludhiana im Norden Indiens. Mit 14 Jahren sah er im Urlaub Leute beim Billardspielen und trat daraufhin daheim in einen Snookerclub ein. Er wurde zu einem herausragenden Jugendspieler und gewann mehrfach die Meisterschaft im Bundesstaat Punjab ab den Altersklassen U19 aufwärts. 2014 nahm er auch an der U21-Asienmeisterschaft im nahe gelegenen Chandigarh teil und kam immerhin bis ins Viertelfinale. Beim Qualifikationsturnier für das Indian Open und bei der Amateurweltmeisterschaft in Bangalore blieb er dagegen erfolglos.
Nach 2018 ging Nayyar zum Studieren nach Kanada und ließ sich in Ontario nieder. Am Conestoga College in Kitchener machte er Abschlüsse in Unternehmensführung und Hotelmanagement. Auch dort blieb er als Billardspieler aktiv und wurde auf regionaler Ebene zu einem der besten Spieler. Als 2024 die neu eingeführte Q Tour Global in Toronto Station machte, nahm er am lokalen Turnier teil und kam bis ins Halbfinale. Im selben Jahr kam er auch bei der kanadischen Landesmeisterschaft erstmals bis ins Halbfinale. Daraufhin war er bei der folgenden Pan-Amerika-Meisterschaft einer der Vertreter Kanadas. Nach einem holprigen Start in der Gruppenphase steigerte er sich in der K.-o.-Phase, schlug den kanadischen Meister Wei Gao mit 4:2 sowie im Halbfinale Landsmann Floyd Ziegler mit 4:0 und holte sich mit einem 5:1 gegen den Brasilianer Fabio Anderson Luersen den kontinentalen Meistertitel. Damit erspielte er sich auch als erster kanadischer Sieger des Turniers das Recht, in den nächsten beiden Spielzeiten an der World Snooker Tour der Snookerprofis teilzunehmen.
Vor dem Beginn seiner ersten Profisaison nahm er im Juni 2025 noch einmal an der kanadischen Meisterschaft teil. Diesmal erreichte er das Finale und wurde mit einem ungefährdeten 5:2 gegen Alan Whitfield nationaler Meister.

## Erfolge
- Panamerikanischer Meister 2024

- Kanadischer Landesmeister 2025